# Chicklit
Chicklit is een Engels porte-manteauwoord, een samenstelling van de woorden chick (slang voor 'jonge vrouw') en lit (afkorting van literature, literatuur). Chicklit is het eigentijdse roman-genre van romantische fictielectuur door en (vooral) voor jonge vrouwen.

## Geschiedenis van de term
Het genre is in eerste instantie een Angelsaksisch verschijnsel. "Chick" is slang voor 'jonge vrouw' en "lit" een afkorting voor literatuur. De uitdrukking chick flick voor een "typische vrouwenfilm" was al langer gebruikelijk. De in 1995 verschenen bloemlezing Chick-Lit: Postfeminist Fiction is waarschijnlijk de vroegste gedrukte bron van het woord chicklit. In die uitgave wordt het werk van vrouwelijke "postfeministische" schrijvers gepresenteerd. Het werk van die schrijvers wordt door samensteller Cris Mazza gekarakteriseerd als brutaal en inventief, voornamelijk omdat het onderwerpen verkent die traditioneel niet in 'typische vrouwenliteratuur' (liefdesromans) werden behandeld, zoals bizarre seks en krankzinnigheid.

## Geschiedenis van het genre
Met het succes van Bridget Jones's Diary (1996) van Helen Fielding en Sex and the City van Candace Bushnell (1997) werd chicklit een aanduiding voor werk met minder literaire pretentie. Het succes van die boeken zorgde ervoor dat uitgevers het woord gingen gebruiken als marketingterm voor werk dat was gericht op jonge vrouwen van de girlpowergeneratie die niet noodzakelijk over veel literaire belangstelling beschikken. De hoofdpersonages in dergelijke boeken zijn vaak alleenstaande, onafhankelijke vrouwen uit de grote stad met een interessante baan en een levendige belangstelling voor seksualiteit en winkelen. Zowel Bridget Jones's Diary als Sex and the City werden in eerste instantie als een serie columns gepubliceerd. Waardering voor chicklit is met name te vinden bij glossy lifestylemagazines als Cosmopolitan. Bekende auteurs zijn, naast Helen Fielding en Candace Bushnell, Jojo Moyes, Janet Evanovich, Wendy Holden, Plum Sykes, Lauren Weisberger, Josie Lloyd en Sophie Kinsella.

## Karakteristiek
- Geschreven voor jonge vrouwen
- Hoofdpersonages zijn jonge vrouwen, met een interessante baan, vaak alleenstaand, wonend in de grote stad
- Veel aandacht voor liefde, seksualiteit en relaties
- Humor
- Zelfspot
- Eigentijdsheid
- Vlot leesbaar

## Nederlandse chicklit
In Nederland geldt de roman De gelukkige huisvrouw (2000) van Heleen van Royen als een toonaangevend voorbeeld van chicklit. Het beest in Daisy, de debuutroman van Cindy Hoetmer, over een jonge vrouw die een relatie heeft met een internationaal succesvolle, getrouwde televisieproducent, werd op de achterflap expliciet gepresenteerd als vertegenwoordiger van het genre: 'Reviaanse chicklit: veel feestjes, singles en moeizame relaties, overgoten met rauw Hollands realisme. Hilarisch, maar met vlagen van kippevel opwekkend verdriet.' De positionering van Hoetmer als chicklit-auteur werd benadrukt door de vermelding dat ze bekend is van 'columns in Blvd, Viva en HP/De Tijd.'